# 毛利秀元
毛利 秀元（もうり ひでもと）は、安土桃山時代から江戸時代前期にかけての武将・大名。長門国長府藩の初代藩主。
正室は豊臣秀長の娘・大善院、継室に徳川家康の養女（松平康元の娘）・浄明院。一時期、従兄の毛利輝元の養嗣子となっていた。茶の湯を古田織部に学んだ茶人でもある。

## 生涯

### 安土桃山時代
天正7年（1579年）11月7日、毛利元就の四男・穂井田元清の次男として、備中国猿掛城にて生まれる。母は村上通康の娘・松渓妙寿（妙寿院）。
天正12年（1584年）、兄の宮鶴丸が12歳で病没したため、元清の嫡男となる。同年、実子のいなかった毛利輝元の養子となった。
天正18年（1590年）に元服、右京大夫に任官し、のち甲斐守。天正20年（1592年）4月11日、肥前国名護屋城に向かう途中で広島城に立ち寄った豊臣秀吉と面会、輝元の継嗣と認められ、豊臣姓・羽柴氏と偏諱の「秀」の字を与えられて、秀元と名乗る。
天正20年（1592年）から始まる文禄の役では、輝元とともに朝鮮に渡海。文禄2年（1593年）6月には、宇喜多秀家や伯父の小早川隆景らと共に晋州城を攻略した（晋州城攻防戦）。
文禄4年（1595年）2月、秀吉の養女・大善院（豊臣秀長の娘）と結婚している。
同年10月、輝元に嫡子・松寿丸（後の秀就）が生まれると、世嗣を辞退した。
慶長2年（1597年）から始まる慶長の役では、病気の輝元に代わって毛利軍3万を率いて右軍の総大将となり、従兄の吉川広家らと共に再度朝鮮に渡り、加藤清正、黒田長政、鍋島直茂らと共に朝鮮軍の籠もる黄石山城を陥落させた（黄石山城の戦い）後、全羅道、忠清道を平定。天安に陣していた時、稷山で黒田長政が明軍と交戦中との急報を受けると、即刻救援に駆けつけ明軍の背面より突撃して撃退した（稷山の戦い）。
秀元は冬の到来を前に、朝鮮の南岸地域に撤収して、蔚山城の築城に加わっていた。城の完成が目前となると、秀元は武器・兵糧を釜山に輸送し、蔚山を引き払い、帰国の準備をすすめた。しかし、秀元の去った後の蔚山城を明・朝鮮軍が攻撃、残留していた毛利軍の宍戸元続・桂孫六らが加藤清正らと共に食料備蓄のない籠城戦で窮地にたたされていたが、他の在鮮諸将と共にこれを救援し、明・朝鮮軍を大破した（蔚山城の戦い）。

### 独立
慶長4年（1599年）6月、秀元は独立大名として別家を創設し、長門国（一円知行）・周防国吉敷郡、合計約18万石を分知された。秀元は周防国の山口を本拠地に定め、高嶺城があまりにも急峻であることから長山城の築城を始めた。
同年2月28日、博多の豪商・神屋宗湛が、秀元、小早川秀包とともに古田織部の茶会に招かれた時、織部茶碗を見てその斬新さに驚き、「セト茶碗ヒツミ候也。ヘウケモノ也」と記した（『宗湛日記』）。

### 関ヶ原の戦い

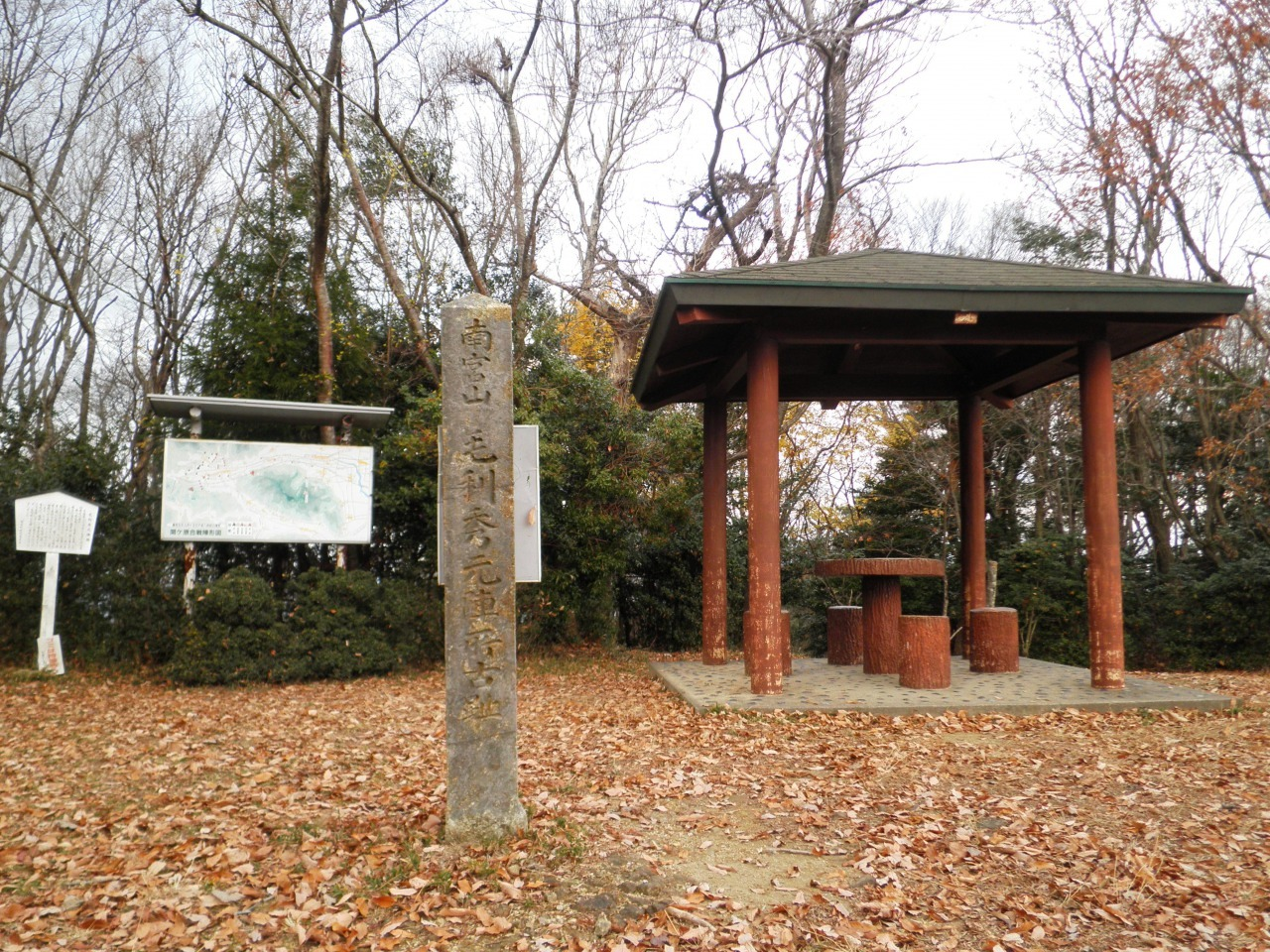
南宮山頂にある関ヶ原の戦いの毛利秀元陣跡（岐阜県不破郡垂井町）

慶長5年（1600年）の関ヶ原の戦い時、毛利氏の運営は秀元、および後見役の恵瓊と吉川広家によって担われていた。毛利輝元が西軍の総大将となった時に、秀元は毛利氏の先手勢として大坂城に討ち入り、徳川勢を追い払った。
8月5日、秀元は広家、恵瓊らとともに出陣し、伊勢国安濃津城を攻撃したのち、9月10日に南宮山に着陣した。だが、広家と家老の福原広俊が西軍の勝利を危ぶんで東軍と内通し、「毛利は表向きは西軍であるが、戦場では戦わずにそちらに協力する。その代わり、東軍が勝利した暁には所領を安堵してほしい」と9月14日に密約を結んでいた。このとき、広家は毛利氏の諸将と協議せず、密約を結んだといわれている。
9月15日、東軍と西軍が関ヶ原で激突した。南宮山に布陣する秀元自身には戦意があったとされるが、広家がそれを押し留めた（宰相殿の空弁当）。結果、毛利軍の大将たる秀元が傍観せざるを得ない状況に追いやられたため、恵瓊、長宗我部盛親、長束正家など他の南宮山に布陣していた軍勢も秀元が東軍に内通しているのではないかという疑心暗鬼にとりつかれ、彼らも傍観せざるを得なくなった。戦局が西軍の敗色濃厚となると、秀元は東軍と一戦も交えずに大坂に向けて撤退した。
秀元ら毛利勢は南宮山から伊吹山に入ると、17日に伊吹山を発ち、東軍が攻撃中の佐和山城のふもとを通過して、18日に瀬田を通過し、大坂に帰還した。この間、毛利勢は退却中にも、東軍と一戦も交えなかった。関ヶ原で激戦を繰り広げた東軍には、無傷で退却する毛利勢を攻撃する余力はなかった。そして、毛利勢は輝元のいた大坂城西の丸には入らず、大坂の町中に駐屯した。
帰還後、秀元は立花宗茂、島津義弘らと大坂城で籠城して戦い、家康に一矢報いるべきだと主張した。だが、輝元はこれに応じず、9月25日に城を退去した。

### 江戸時代
戦後、毛利一門は西軍との深いつながりを徳川方に指摘されて本領安堵の約束を反故にされ、輝元の所領は大減封となり、秀元も分知された領土17万石余を没収される事実上の改易処分となった。これを受けて、秀元は輝元より長門国豊浦郡と厚狭郡に6万石を内分分知され、櫛崎城に移って長府藩主となり、東の周防国岩国領に封じられた吉川広家と並んで西の守りを任された。
当初は輝元の信任と広家の後見を受けた福原広俊が本家の長州藩の政治を任されたが、藩政を仕切った広俊とは不仲で、慶長10年（1605年）に萩城築城中に起こった熊谷元直・天野元信殺害事件（五郎太石事件）に絡んで広家・益田元祥と和睦した。
慶長14年（1609年）、正室の大善院が死去したことから、慶長18年（1613年）に継室として徳川家康の養女を娶る。同年に広俊と共に若年の秀就の後見を行い、大坂の陣にも参戦するなど江戸幕府から信頼を得ることにも尽力した。しかし一方で、他の家臣団に内密で輝元や秀就、宍戸元続と共謀して内藤元盛（佐野道可）を大坂城に入城させた疑惑（佐野道可事件）があり、それを知った広俊は広家宛の手紙で秀元を非難している。
慶長19年（1614年）、吉川広家は嫡男の広正に家督を譲って隠居、大坂の陣後の元和2年（1616年）に福原広俊も辞任、代わって秀元が秀就の名代として幕府との折衝を務め、老中・土井利勝と結んで藩政に積極的に関与していった。
元和9年（1623年）4月20日に2代将軍・徳川秀忠から仕置を行うよう命じられ、9月23日に輝元が秀就に家督を譲って隠居、10月4日に正式に秀元の仕置も決定、益田元祥・清水景治らと共に長州藩の藩政を総覧している。
秀元は藩政を主に益田元祥らに任せ、自身は後見人として幕府との折衝に当たった。また、寛永元年（1625年）から翌2年（1625年）の長州藩検地を実行、長州藩の石高を打ち出して増加を実現させた。それに伴う分家と家臣団の知行地割り当てと大規模移封や家臣団削減を決行、検地で増加した石高を直轄領として組み入れ、寛永8年（1631年）に直轄領の山代地方で取れる紙を徴収する請紙制を制定、荒地の開墾と農民保護、新田開発にも取り組み、寛永9年（1632年）に借財を完済、財政を好転させて藩政の基礎を固めた。
しかし、寛永7年（1630年）頃から秀就との間に軋轢が生じるようになる。対立の原因は秀元が宗主権を主張したり、嫡男・光広と秀就の娘の縁談を反故されたことなどが要因であった。不和は深刻化し、寛永8年（1631年）10月5日に後見役を辞任、姻戚関係にある永井尚政に打診して本家とは別個に朱印状を賜ろうとしたり、寛永11年（1634年）には江戸城普請の手伝いを拒絶するなど秀就に反抗的な振る舞いを見せるようになった。
ついには秀就の弟で婿の毛利就隆を誘って長州藩からの独立を画策し、同年閏7月に3代将軍・徳川家光による朱印状交付が行われると、朱印状を受け取り独立しようとして実現せず、幕府からの仲裁を受けている。宗家を軽んじた秀元の行状に激怒した秀就は秀元を処罰することも考えたが、秀元は御伽衆として将軍・家光と親密な関係にあったため、掣肘は容易でなかった。2年後の寛永13年（1636年）5月に幕府の仲裁で秀就と和解、晩年は江戸に住み、家光の御伽衆となる。
慶安3年（1650年）閏10月3日、秀元は江戸の下窪邸で死去した。享年72。嫡男の光広が長府藩を継いだ。また、三男の元知は後に分与され、清末藩を立藩した。
法名は智門寺功山玄誉大居士。墓所は東京都港区の泉岳寺、山口県下関市の功山寺、山口県下関市の豊功神社。

## 系譜
- 父：穂井田元清（1551-1597）
- 母：松渓妙寿（?-1590） - 妙寿院、村上通康の娘
- 養父：毛利輝元（1553-1625）
- 正室：大善院（1588-1609） - おきく、豊臣秀吉養女、豊臣秀長の長女。法名は「大善院月澗宗照」。
- 継室：浄明院（?-1653） - 徳川家康養女、松平康元の娘。法名は「浄明院柏庭宗樹」。
  - 長男：毛利宮松丸（1614-1619）
- 側室：春高院（?-1643） - 実名は「やす」。杵築大社（出雲大社）の国造の娘。法名は「春高院光庵清心」。
  - 長女：松菊子（1611-1677） - 周防徳山藩主・毛利就隆の正室。
  - 四女：長菊子（1616-1642） - 山城淀藩主・永井尚征正室。
- 側室：瑞鳳院（?-1694） - 実名は「おふき」。南源左衛門の姪。法名は「瑞鳳院聞誉智光」。
  - 次女：宮子（1612-1619）
  - 八女：竹千代子（1639-1695） - 三河西尾藩主・土井利長正室。
- 側室：玄徳院（?-1675） - 「小上臈」と称される。法名は「玄徳院針覚好金」。
- 側室：正福院（?-1682） - 実名は「おしゅく」。織田氏の出身。法名は「正福院竜雲久松」。
  - 次男：毛利光広（1616-1653） - 長門長府藩2代藩主。
  - 六女：万菊子（1625-1664） - 相模小田原藩主・稲葉正則正室。
- 側室：九品院（1595-1677） - 「小やや」と称される。滝左兵衛の娘。法名は「九品院法性妙蓮」。
  - 五女：千菊子（1620-1672） - 備中成羽藩主・山崎豊治正室。
- 側室：本光院（?-1685） - 実名は「阿柏（おはく）」。伊予松山藩主・松平定行の家臣である長沼左衛門の娘。法名は「本光院柏庭松林」。
  - 三男：毛利元知（1631-1683） - 長門清末藩初代藩主。
- 側室：おきち
  - 三女：今子（?-1622）
- 側室：吉子（?-?） - 後に河田宗兵衛に再嫁する。
  - 七女：妻子（1626-1635）

## 登場作品
- 『葵 徳川三代』（NHK大河ドラマ、2000年）演：小林健